# Franjo Grotenhermen
Franz-Josef „Franjo“ Grotenhermen (* 5. Juli 1957 in Robringhausen) ist ein deutscher Arzt und Autor. Bekannt ist er vor allem als wissenschaftlicher und medizinischer Befürworter des Einsatzes von Cannabis als Arzneimittel.

## Leben
Franjo Grotenhermen studierte Medizin an der Universität zu Köln und wurde 1996 mit summa cum laude zum Dr. med. promoviert. Er war bis zu seiner krankheitsbedingten Berentung im Jahr 1992 als Arzt im Bereich der Inneren Medizin, Chirurgie und Naturheilverfahren tätig und arbeitet heute in seiner Praxis in Steinheim  vor allem an der Behandlung von Erkrankungen mit dem Schwerpunkt Therapie mit Cannabis und Cannabinoiden. Daneben ist er wissenschaftlicher Mitarbeiter der nova-Institut GmbH in Hürth in der Abteilung nachwachsende Rohstoffe, wo er sich ebenfalls mit Hanf als Arzneimittel beschäftigt.
Grotenhermen leidet seit mehreren Jahren an einer Mikroangiopathie und einer Mikrozirkulationsstörung (Small vessel disease), einer Fehlfunktion der Endothelzellen, die die Innenwände der Blutgefäße auskleiden, und damit an einer verminderten Durchblutung der kleinen Blutgefäße und Organe. Aufgrund dieser Erkrankung leidet er an Beschwerden seines Herz-Kreislaufsystems mit Herzbeschwerden und einer Störung der Orthostase, was ihn zur weitgehenden Bettlägerigkeit zwingt.
Grotenhermen ist Geschäftsführer der International Association for Cannabinoid Medicines (IACM) sowie Mitgründer und Vorsitzender der deutschen Sektion Arbeitsgemeinschaft Cannabis als Medizin (ACM). Er ist Mitglied des wissenschaftlichen Beirats des Branchenverbandes Cannabiswirtschaft e.V.
Seit dem 1. November 2023 ist Franjo Grotenhermen Ärztlicher Leiter der canncura GmbH aus Köln, einem spezialisierten Netzwerk von Ärzten für eine medizinische Therapie mit Cannabinoiden. Hier gibt er seine jahrzehntelange Praxis- und Lebenserfahrung an die Ärztinnen und Ärzte im Team weiter im Sinne der Patienten. In Steinheim/Westfalen im Zentrum für Cannabismedizin unter der Leitung von Franjo Grotenhermen entstand somit der zweite physische Standort der canncura.

## Veröffentlichungen (Auswahl)
Franjo Grotenhermen ist Autor einer Vielzahl von Artikeln und Büchern zum therapeutischen Potenzial der Hanfpflanze und der Cannabinoide, ihrer Pharmakologie und Toxikologie.
- mit Renate Huppertz: Hanf als Medizin. Wiederentdeckung einer Heilpflanze. Haug, Heidelberg 1997, ISBN 3-7760-1617-5.
- Herzerkrankungen wirksam behandeln.  Midena, München 2001, ISBN 3-310-00750-2.
- mit Michael Carus (Hrsg.): Cannabis, Strassenverkehr und Arbeitswelt. Recht, Medizin, Politik. Springer, Berlin 2002, ISBN 3-540-42689-2.
- Cannabis und Cannabinoide: Pharmakologie, Toxikologie und therapeutisches Potenzial. Huber, Bern 2001, ISBN 3-456-83220-6; 2., vollständig überarbeitete Auflage 2004, ISBN 3-456-84105-1.
- Hanf als Medizin. Ein praxisorientierter Ratgeber zur Anwendung von Cannabis und Dronabinol. AT, Baden 2004, ISBN 3-85502-944-X; überarbeitete und aktualisierte Neuauflage: Hanf als Medizin. Ein praxisorientierter Ratgeber. Nachtschatten, Solothurn 2015, ISBN 978-3-03788-285-6.
- mit Britta Reckendrees: Die Behandlung mit Cannabis und THC. Medizinische Möglichkeiten, rechtliche Lage, Rezepte, Praxistipps. Nachtschatten, Solothurn 2006, ISBN 978-3-03788-147-7; 2., komplett überarbeitete und erweiterte Auflage 2012, ISBN 978-3-03788-147-7.
- mit Klaus Häußermann: Cannabis. Verordnungshilfe für Ärzte. 2. Auflage. Wissenschaftliche Verlagsgesellschaft, Stuttgart 2017. ISBN 978-3-8047-3759-4
- mit Klaus Häußermann, Eva Milz: Cannabis. Arbeitshilfe für die Apotheke. Wissenschaftliche Verlagsgesellschaft, Stuttgart 2017. ISBN 978-3-7692-6819-5
- Die Heilkraft von CBD und Cannabis. Wie wir mit Hanfprodukten unsere Gesundheit verbessern können Rowohlt Taschenbuch, Hamburg 2020. ISBN 978-3-499-00467-4